# Toboso Yana
Toboso Yana (枢 やな 24 tháng 1 năm 1984) là người sáng tác truyện tranh Nhật Bản. Cô sinh ra ở Warabi, Saitama và hiện đang sống ở Yokohama.
Cô sáng tác truyện với thể loại BL và cả yaoi dưới bút danh Rock Yanao. Yana là tên thật, nhưng Toboso không phải là họ thật của cô. Thực chất, cả "Yana" và "Toboso" đều là cách phát âm khác nhau của "kukuru" (枢), có nghĩa là "xoay chuyển".
Toboso không thích bị các fan gọi là "Hitsugi Yana", bởi vì nếu viết dưới dạng kanji, "Hitsugi" có nghĩa là "quan tài" (柩), vậy nên cô đã lấy "Toboso"- có hình thức viết trong kanji khá giống với "Hitsugi".

## Danh sách tác phẩm

### Dưới bút danh Toboso Yana

#### Manga
- 9th (Tạp chí G Fantasy số tháng 12 năm 2004, oneshot)
- Platonic Chain Selected Stories (Series) Manga (2004)
- Rust Blaster (Tạp chí Monthly G Fantasy, số tháng 11 năm 2005 - số tháng 4 năm 2006, 1 volume)
- Hắc Quản Gia (Tạp chí Monthly G Fantasy số tháng 10 năm 2006 - đang tiếp tục, đã xuất bản 34 volume)
- Minh họa bìa/manga trong Tuyển tập truyện tranh chính thức ZOMBIE-LOAN "ZOMBIE-LOAN" (2007)
- Minh họa bìa/manga Valvrave the Liberator (2013)

#### Minh họa
- Minh họa bìa Gangan Sen -IXA- (Đông 2009, Hè 2010)
- Endcard cầu thứ 12 anime Bên dưới cây cầu Arakawa (2010)
- Minh họa bìa tuyển tập STAR DRIVER Kagayaki no Takuto (2011)
- Minh họa bìa tuyển tập El Shaddai (2011)
- Minh họa Fullmetal Alchemist CHRONICLE (2011)
- Minh họa OFFICIAL FANBOOK Bạn và tôi Hotta Kiichi. -AFTER SCHOOL- (2011)
- Minh họa bìa CD Cafe SQ (2011[3])
- Minh họa tuyển tập Inu x Boku SS (2012)
- Minh họa tuyển tập Cuticle Tantei Inaba（2012)
- Minh họa tuyển tập Touken Ranbu (2015) [4]

#### Game và anime
- Touken Ranbu (2017, thiết kế nhân vật Hyuuga Masamune[5])
- Disney Twisted Wonderland (2020, bản thảo, cốt truyện chính, thiết kế nhân vật[6])
- Skate-Leading Stars (2021, bản thảo thiết kế nhân vật[7])
- Mobile Suit Gundam: The Witch From Mercury (2023, card kết thúc chap 23)

### Dưới bút danh Yana Rock
- 花少年-Flower Boy's 2（2005、Issuisha Co., Ltd.、người tham gia tuyển tập）
- Glamorous Lip（2006, Issuisha Co., Ltd.）